# Gategylet (Jämshögs socken, Blekinge, 624142-142744)
Gategylet är en sjö i Olofströms kommun i Blekinge och ingår i Mörrumsån-Skräbeåns kustområde.